# Невизначений час
«Невизначений час» (фр. Le Temps incertain) — науково-фантастичний роман французького письменника Мішеля Жері, написаний у 1973 році. Роман опублікувало видавництво Robert Laffont.

## Сюжет
Доктор Роберт Гольцах (Robert Holtzach) працює у лікарні Гарішанкар на початку XXI ст. Він «психронавт» — проводить досліди методом «хронолізу». Хроноліз — техніка переміщень у часі за допомогою спеціальних препаратів, які, порушуючи сприйняття часу, уможливлюють доступ до Невизначеності чи Невизначеного Часу. Даніель Дерсан — людина з 1960-х, яка має проти своєї волі зануритися у Невизначений Час і опинитися втрученим у боротьбу між лікарнею і загадковою істотою, яка називається «HKH».

## Хронолітична трилогія
У 1974 році вийшло продовження роману — «Мавпи часу» (Les Singes du temps), а в 1976 — його приквел «Гаряче Сонце, риба глибин» (Soleil chaud, poisson des profondeurs), які теж опублікувало видавництво Robert Laffont у серії «Ailleurs et Demain». Всі три твори відомі під неофіційною загальною назвою «Хронолітичної трилогії» (Trilogie Chronolytique), втім, перевидання їх у 2009 і 2011 роках вийшло під назвою «Цикл про хроноліз» (Cycle de la Chronolyse).

## Інше
Жері розпочав свій роман у Флорансаку (комуна Фальгера) й закінчив у Ла-Грез (комуна Ейранвіль, зараз Плезанс). Роман знаменує вихід письменника на авансцену французької наукової фантастики 1970-х. За літературними достоїнствами, стилем і побудовою критика часто прилічує його до жанру так званого «Нового роману». Тема невизначеного, розпливчастого, нечіткого часу, на думку критики й редактора, зближує твір Жері з книжками Філіпа Діка (зокрема, з «Убіком»). Цитата з Діка на початку книжки віддає належне його популярності у Франції. Жерар Клайн видав «Невизначений час» у серії «Ailleurs et Demain», не бувши знайомий з автором і не внісши правок у рукопис. Знайомство Жері з Клайном відбулося на першому зльоті з наукової фантастики у Клермон-Феррані, де Жьорі отримав свою першу «Велику премію уявного» за «Невизначений час», а Клайн — за своє оповідання. Цьому роману, як і всьому творчому здобутку Мішеля Жьорі, має завдячувати появою і поняття «суспільство контролю» (Société de contrôle), впроваджене Жілем Делезом у 1990 році.

## Французькі видання
- Michel Jeury, Le Temps incertain, Robert Laffont, серія «Ailleurs et Demain», 1973 (перевидання 1978 і 2008);
- Michel Jeury, Le Temps incertain, Edito-Service, серія «Les Chefs-d'œuvre de la science-fiction», 1975;
- Michel Jeury, Le Temps incertain, Pocket, серія «Science-fiction», n°5042, 1979;
- Michel Jeury, Le Temps incertain, Le Livre de poche, серія «Science-fiction», n°7118, 1989.